# Replisom
Replisom lub primosom/prymosom – aparat replikacyjny, kompleks białkowy rozpoczynający i kontynuujący replikację DNA poprzez rozwijanie widełek replikacyjnych. Składa się z wielu białek, między innymi polimerazy DNA III, prymazy, inicjatorowego białka DnaA, białka DnaB (helikazy) i białka DnaC. 
Szybkość działania replisomu wynosi kilkaset pz/s. Efektywna szybkość replikacji DNA wynosi do 1000 pz/s. In vivo u eukariontów proces przebiega średnio znacznie wolniej i zależy od fazy rozwojowej komórki.
Jednym z modelowych replisomów jest czterobiałkowy układ replikacyjny bakteriofaga T7 złożony z trzech wirusowych białek i jednego bakteryjnego. T7 koduje białka: gp5 (o właściwościach DNA polimerazy i masie 80 kDa), gp4 (będące helikazą i prymazą, o masie 63 kDa) i gp2.5 (funkcjonujące jako  białko wiążące ssDNA). Białko gp5 w połączeniu z tioredoksyną z pałeczki okrężnicy łączy po tysiąc nukleotydów (z szybkością 300 kb/s) przed oddzieleniem od primerowej matrycy DNA.
Polimeraza III z pałeczki okrężnicy (będąca holoenzymem) składa się z 10 jednostek. Największa polimeraza α DNA ma 130 kDa, najmniejsza ok. 8,6 kDa. Białka te łączą się w cztery kompleksy, by razem tworzyć replisom o masie 900 kDa. Do ukształtowania pełnej konfiguracji potrzebny jest DNA.